# Hermann Hladik
Hermann Hladik (geboren 12. April 1871 in Albrechtsdorf, Österreich-Ungarn; gestorben 16. Februar 1947 in Jablonec nad Nisou) war ein österreichisch-tschechoslowakischer Politiker. 

## Leben
Hermann Hladik war Sohn einer Glasschleiferfamilie und erlernte diesen Beruf. Er war seit seiner Jugend in der Arbeiterbewegung engagiert. 1905 zog er mit seiner Familie nach Gablonz und arbeitete dort als Parteisekretär der Sozialdemokratischen Arbeiterpartei. Ab 1907 war er Privatbeamter der Allgemeinen Bezirkskrankenkasse. Hladik wurde 1916 zum Kriegsdienst eingezogen. Nach Kriegsende engagierte er sich für das Selbstbestimmungsrecht und war Leiter und Sprecher bei einer Kundgebung der Sudetendeutschen in der Tschechoslowakei am 4. März 1919.  
Er schloss sich der Deutschen sozialdemokratischen Arbeiterpartei in der Tschechoslowakischen Republik (DSAP) an und wurde Parteisekretär in Gablonz. Hladik wurde 1920 bei den Parlamentswahlen in den Tschechoslowakischen Senat gewählt und schied am Ende der Legislaturperiode 1925 aus. Er engagierte sich in der Kommunalpolitik, war Stadtrat und zeitweise Vizebürgermeister. Ab 1926 arbeitete er wieder bei der Bezirkskrankenversicherungsanstalt in Gablonz und ging 1936 in Rente. 